# Zmijonoščev supermjehur
Zmijonoščev supermjehur (eng. Ophiuchus Superbubble) je supermjehur u području zviježđa Zmijonosca. Otkrili su ga astronomi služeći se podatcima s radio teleskopa Roberta C. Byrda u Green Banku. Supermjehur je toliko širok da se prostire iza ravnine galaktike.